# Communauté de communes Le Cœur du Pithiverais
Die Communauté de communes Le Cœur du Pithiverais ist ein ehemaliger französischer Gemeindeverband mit der Rechtsform einer Communauté de communes im Département Loiret in der Region Centre-Val de Loire. Sie wurde am 1. Dezember 2009 gegründet und umfasste drei Gemeinden. Der Verwaltungssitz befand sich im Ort Pithiviers.

## Historische Entwicklung
Mit Wirkung vom 1. Januar 2017 fusionierte der Gemeindeverband mit
- Communauté de communes de Beauce et du Gâtinais sowie
- Communauté de communes du Plateau Beauceron

und bildete so die Nachfolgeorganisation Communauté de communes du Pithiverais.

## Ehemalige Mitgliedsgemeinden
1. Dadonville
2. Pithiviers
3. Pithiviers-le-Vieil